# Киршкау
Киршкау (њем. Kirschkau) општина је у њемачкој савезној држави Тирингија. Једно је од 76 општинских средишта округа Зале-Орла. Према процјени из 2010. у општини је живјело 238 становника. Посједује регионалну шифру (AGS) 16075048.

## Географски и демографски подаци
Киршкау се налази у савезној држави Тирингија у округу Зале-Орла. Општина се налази на надморској висини од 475 метара. Површина општине износи 6,0 km². У самом мјесту је, према процјени из 2010. године, живјело 238 становника. Просјечна густина становништва износи 40 становника/km².